# 磯貝公伸
礒貝 公伸（いそがい きみのぶ、1970年3月24日 - ）は、宮崎県出身の元プロ野球選手（投手）。右投右打。

## 経歴
中学時代には巨人のキャンプ期間に行われた野球教室で江川卓にその速球を絶賛されたという。宮崎南高では3年夏の県大会準決勝で柳田聖人が先発登板した延岡工に敗れるも、1987年のプロ野球ドラフト会議で読売ジャイアンツから3位指名を受け入団。この年はアリゾナ教育リーグに参加した。
一軍登板のないまま、1990年限りで現役を引退。地元で勤務している。

## 詳細情報

### 年度別成績
- 一軍登板なし

### 背番号
- 59 （1988年）
- 90 （1989年 - 1990年）